# Rocío Correa
Rocío Correa (Tucumán, Argentina; 22 de marzo de 2000) es una jugadora de fútbol y futsal argentina. Juega como delantera en Estudiantes de La Plata la Primera División A de Argentina. En 2020 fue convocada para formar parte de la Selección nacional de fútbol femenino de Argentina.

## Trayectoria profesional
Correa comenzó su carrera deportiva en el club San Martín, donde jugó entre los 12 y 15 años en el equipo de primera división del club. Luego de mudarse a Buenos Aires, comienza a jugar en San Lorenzo de Almagro en 2016. A los 15 años fue convocada a la Selección Argentina sub ‘20, con la cual participó del Sudamericano Sub-20 disputado en Ecuador.
A fines de 2020 fue convocada por Carlos Borello para formar parte de la Selección mayor para disputar la copa SheBelieves 2021.

## Palmarés

### Títulos nacionales
| Título             | Club        | País      | Año      |
| ------------------ | ----------- | --------- | -------- |
| Primera División A | San Lorenzo | Argentina | Ap. 2021 |

## Premios
- Premio cruz de hierro futsal.[8][9]